# Gigantopelta
Gigantopelta is een geslacht van weekdieren uit de klasse van de Gastropoda (slakken).

## Soorten
- Gigantopelta aegis Chen, Linse, Roterman, Copley & Rogers, 2015
- Gigantopelta chessoia Chen, Linse, Roterman, Copley & Rogers, 2015